# 森林系女孩
森林系女孩（日语：／ Morigāru），簡稱森女，是源自日本社群網站mixi的一個名詞，指「如生活在森林裡的女孩」，由此引申出另一種女性生活的時尚美學，以及服裝風格。總歸說，「森女」的穿著打扮、生活形態等，更貼近森林裡那種輕鬆愜意的感覺。

## 名詞來源
「森林系女孩」一詞是來自mixi「森女」群組創始人「Choco」，她的朋友曾形容她「穿著如同在森林中」。該群組在2006年8月開設；至2008年，「森女」已成為熱門話題；到2009年6月，群組已經有超過3.5萬成員。「森女」熱潮引起了大眾媒體的廣泛報導，最先報導的是時尚雜誌《spoon.》的別冊《森林系女孩 A to Z》，之後更多媒體作出大量報導。「森林系」元素的服飾也迅速走紅，「森林系」服飾在網絡上銷售。日本經濟新聞社旗下報紙《日經MJ》更是將「森林系女孩」列為2009年度日本十大商品現象。
「森林系」的服飾特徵一般是天然、低碳、簡潔、隨意、暖色系、民族風等。典型的穿著是A-line、復古花狀圖案的單件套、配合褲襪和鞋等。2009年春天在原宿已經常出現這種森林系著裝，在高圓寺和下北澤、代官山附近也常能看到。「森林系」服飾與自然系、蘿莉塔系的特徵有所不同，森林系服飾通常較蘿莉塔系的服飾構造來的簡單、花樣較單純，但是此兩種服裝有別於普通衣服的版型設計，都能展現不一樣的著衣風格。除了服飾之外，生活用品方面，森林系也注重天然材料和整體淡色基調等，喜好北歐產地的用品。
1985年出生的兩位女演員蒼井優和宮崎葵被認為是「森林系女孩」的代表人物。而羽海野千花漫畫《蜂蜜與四葉草》的女主角花本育，則是森林系的重要象徵。

## 另見
- 辣妹